# Tyrannochthonius centralis
Espèce
Tyrannochthonius centralis est une espèce de pseudoscorpions de la famille des Chthoniidae.

## Distribution
Cette espèce se rencontre au Costa Rica et en Équateur.

## Publication originale
- Beier, 1931 :  Zur Kenntnis der Chthoniiden (Pseudoskorpione). Zoologischer Anzeiger, vol. 93, p. 49-56.